# Poisson-Boltzmann-Gleichung
Die Poisson-Boltzmann-Gleichung – benannt nach Siméon Denis Poisson und Ludwig Boltzmann – beschreibt die elektrostatischen Wechselwirkungen zwischen Molekülen in Flüssigkeiten mit darin gelösten Ionen.
Die Poisson-Boltzmann-Gleichung kann mithilfe einer Mean-Field-Näherung hergeleitet werden.
Sie ist vor allem in den Gebieten der Physikalischen Chemie und Biophysik von großer Bedeutung. Hier dient sie zur Modellierung der impliziten Solvatisierung. Mit diesem Verfahren ist es möglich, die Auswirkungen von Lösungsmitteln auf die Strukturen und Wechselwirkungen von Molekülen in Lösungen verschiedener Ionenstärke näherungsweise zu berechnen. Da die Poisson-Boltzmann-Gleichung für komplexe Systeme nicht analytisch lösbar ist, wurden verschiedene Computer-Programme entwickelt, um sie numerisch zu lösen. Die Poisson-Boltzmann-Gleichung wird insbesondere für biologisch relevante Systeme wie Proteine, DNA oder RNA eingesetzt.

## Mathematische Beschreibung
Die Gleichung kann unter Verwendung von SI-Einheiten wie folgt geschrieben werden:
{\displaystyle {\vec {\nabla }}\cdot \left[\varepsilon ({\vec {r}}){\vec {\nabla }}\Psi ({\vec {r}})\right]=-\left(\rho ^{f}({\vec {r}})+\sum _{i}c_{i}^{\infty }z_{i}\lambda ({\vec {r}})q\exp \left({\frac {-z_{i}q\Psi ({\vec {r}})}{kT}}\right)\right)}
mit
- {\displaystyle \varepsilon ({\vec {r}})} bezeichnet die ortsabhängige dielektrische Leitfähigkeit
- {\displaystyle \Psi ({\vec {r}})} das elektrostatische Potential
- {\displaystyle \rho ^{f}({\vec {r}})} eine fixierte Ladungsdichte
- {\displaystyle c_{i}^{\infty }} die Konzentration des Ions der Sorte {\displaystyle i} in unendlicher Entfernung zur fixierten Ladungsdichte (im englischen: "bulk"). In unendlicher Entfernung trifft man die Konvention {\displaystyle \Psi ^{\text{bulk}}=0}
- {\displaystyle z_{i}} die Valenz des Ions
- {\displaystyle q} die Ladung eines Protons (Elementarladung)
- {\displaystyle k} die Boltzmannkonstante
- {\displaystyle T} die Temperatur
- {\displaystyle \lambda ({\vec {r}})} ist ein Maß für die Zugänglichkeit des Ortes {\displaystyle r} zu den Ionen der Lösung.

Für kleine elektrische Potentiale kann die Poisson-Boltzmann-Gleichung linearisiert werden und liefert dann die Debye-Hückel-Näherung.

## Erweiterungen
Haben die Ionen eine gewisse Größe, können Excluded-Volume-Effekte beispielsweise mit der modifizierten Poisson-Boltzmann-Gleichung beschrieben werden.

## Einschränkungen
Die Poisson-Boltzmann-Theorie ist aufgrund ihres Mean-Field-Charakters nur im Falle schwacher elektrostatischer Kopplung und bei nicht zu hohen Ionenkonzentrationen gültig. Im Falle starker elektrostatischer Kopplung kann zur Beschreibung die elektrostatische Strong Coupling Theory herangezogen werden.
Um ionische Flüssigkeiten beschreiben zu können, wurden verallgemeinerte Poisson-Boltzmann-Gleichungen höherer Ordnung entwickelt.
Es gibt einen Variationsansatz, der zur Beschreibung geladener Systeme unter Berücksichtigung von Fluktuationen dient. Damit geht diese Variationstheorie über den Poisson-Boltzmann Ansatz hinaus.